# Åsele-Fredrika församling
Åsele-Fredrika församling är en församling i Södra Lapplands kontrakt i Luleå stift. Församlingen omfattar hela Åsele kommun i Västerbottens län. Församlingen ingår i Södra Lapplands pastorat.

## Administrativ historik
Församlingen bildades 2010 genom sammanslagning av Åsele församling och Fredrika församling och utgjorde därefter till 2014 ett eget pastorat. Från 2014 ingår församlingen i Södra Lapplands pastorat.

## Kyrkor
- Fredrika kyrka
- Åsele kyrka
- Långbäckens kapell